# Marine Liner
Marine Liner（日语： Marine Liner，意譯為「海洋快車」），是四國旅客鐵道（JR四國）和西日本旅客鐵道（JR西日本）運行的快速列車，運行於岡山縣的岡山站及香川縣的高松站，是連接本州與四國島之間的主要鐵路列車，列車會駛經包括瀨戶大橋在內的本四備讚線（濑户大桥线）、宇野線、予讚線。「Marine Liner」也是作為替代宇高連絡船的產物，把本州和四國間的交通時間大為縮短。

## 概要
隨瀨戶大橋於1988年4月10日開通，本四備讚線也隨即始營運，本列车也随之开始运行。過往，連接本州與四國島的交通，主要是靠從岡山站出發，利用快速「備讚Liner」沿宇野線至宇野站，再轉乘國鐵的宇高連絡船由宇野港至四國的高松港，再步行至旁邊的高松站轉至島內其他地方。瀨戶大橋的開通，成為了當時兩地唯一的陸路運輸途經（汽車路段為瀨戶中央自動車道）。至此「Marine Liner」完全取代了宇高连络船，成为了冈山和高松之间的主要交通方式之一。
值得一提是，JR民營化後，大部份支社都隨即推行普通列車及快速列車禁煙的規定，1990年代更是高峰期，但JR四國卻一直認為列車禁煙化會趕走不少煙民乘客，故此是6間JR公司中最遲一間推行車廂全面禁煙政策。由於Marine Liner的列車是由JR四國及JR西日本的列車併而成，而「備讚Liner」在停駛前也是全車禁煙，順理成章地，「Marine Liner」開辦時亦推行全車禁煙政策，因而成為了JR四國首條實施全面禁煙的列車（JR四國要到1994年才開始推行普通車廂禁煙政策）。

## 運行概況
根据2024 年 3 月 16 日时刻表修订的情况，冈山站和高松站之间有 38 班下行列车（1 - 75 号），35 班上行列车（2 - 70 号），基本上每小时有两班。冈山站和高松站之间的列车运行时间为 52 - 63 分钟。 所有班次均在此区间运行，没有开往其他区间的定期列车或区间列车。从其前身 "「備讚Liner」"开始，列车编号一直是 3120M+车次号数，但在 2008 年 3 月 15 日（平成 20 年）的时刻表修订中，由于列车班次增加，编号变为 3100M+车次号数。
过去，从冈山出发的末班车，会与山阳新干线下行到达冈山的末班列车进行接续，这个末班车在午夜 12 点出发。这趟列车于凌晨 1:21 到达高松。在 2021 年 3 月 13 日修订时刻表时，关东和关西地区的末班车被提前，而该列车成为了日本最晚的末班车，但在 2022 年 3 月 12 日修订时刻表时停运。
如果濑户大桥线因强风等原因中断，可能会在儿岛站折返。宇高航路由私营船运公司运营时，有时会将起点站和终点站改为宇野站后，在宇野港和高松港之间提供船舶替代运输服务，但由于2019年12月所有轮渡服务均已停运，因此不再提供此项服务。

### 停車站
岡山站 - （大元站） - （備前西市站） - （妹尾站） - （早島站） - 茶屋町站 - （植松站） - （木見站） - （上之町站） - 兒島站 - 坂出站 - （鴨川站） - （國分站） - （端岡站） - （鬼無站） - 高松站
- “（ ）”表示该站只有部分列车停靠[2]。
- 至于宇多津站，列车不会经过，因为会行驶联络线。
- 至于妹尾站或早岛站，所以列车总是会停其中一个或两个都停车。白天时段，列车交替停靠妹尾站和早岛站。
- 列车停靠站的详细情况请参见下表。

| 班次数量          | 车次                                                                          | 宇野線 | 宇野線 | 宇野線     | 宇野線 | 宇野線 | 宇野線   | 本四备赞线 | 本四备赞线 | 本四备赞线 | 本四备赞线 | 本四备赞线 | 予赞线 | 予赞线 | 予赞线 | 予赞线 | 予赞线 | 予赞线 |
| 班次数量          | 车次                                                                          | 岡山站 | 大元站 | 备前西市站 | 妹尾站 | 早岛站 | 茶屋町站 | 茶屋町站   | 植松站     | 木见站     | 上之町站   | 儿岛站     | 坂出站 | 鸭川站 | 国分站 | 端岡站 | 鬼无站 | 高松站 |
| ----------------- | ----------------------------------------------------------------------------- | ------ | ------ | ---------- | ------ | ------ | -------- | ---------- | ---------- | ---------- | ---------- | ---------- | ------ | ------ | ------ | ------ | ------ | ------ |
| 下行14班 上行13本 | 下記以外                                                                      | ●      | ─      | ─          | ●      | ─      | ●        | ●          | ─          | ─          | ─          | ●          | ●      | ─      | ─      | ─      | ─      | ●      |
| 下行1班           | 1号                                                                           | ●      | ●      | →          | ●      | ●      | ●        | ●          | ●          | ●          | ●          | ●          | ●      | →      | →      | →      | →      | ●      |
| 上行1班           | 2号                                                                           | ●      | ●      | ●          | ●      | ●      | ●        | ●          | ●          | ●          | ●          | ●          | ●      | ●      | ●      | ●      | ●      | ●      |
| 上行1班           | 4号                                                                           | ●      | ●      | ←          | ●      | ←      | ●        | ●          | ←          | ←          | ←          | ●          | ●      | ←      | ←      | ←      | ←      | ●      |
| 下行13班 上行4班  | 5・9・11・43・47・51・55・57・59・63・67・69・71号 12・14・16・68号           | ●      | ─      | ─          | ●      | ●      | ●        | ●          | ─          | ─          | ─          | ●          | ●      | ─      | ─      | ─      | ─      | ●      |
| 下行1班 上行1班   | 7号 6号                                                                       | ●      | ●      | ─          | ●      | ●      | ●        | ●          | ─          | ─          | ─          | ●          | ●      | ─      | ─      | ─      | ─      | ●      |
| 上行1班           | 8号                                                                           | ●      | ●      | ●          | ●      | ●      | ●        | ●          | ←          | ←          | ←          | ●          | ●      | ←      | ←      | ←      | ←      | ●      |
| 上行1班           | 10号                                                                          | ●      | ●      | ●          | ●      | ●      | ●        | ●          | ●          | ●          | ●          | ●          | ●      | ←      | ←      | ←      | ←      | ●      |
| 下行7班 上行12班  | 15・19・23・27・31・35・39号 20・24・28・32・36・40・44・48・52・56・60・64号 | ●      | ─      | ─          | ─      | ●      | ●        | ●          | ─          | ─          | ─          | ●          | ●      | ─      | ─      | ─      | ─      | ●      |
| 下行1班           | 73号                                                                          | ●      | ●      | →          | ●      | ●      | ●        | ●          | ●          | ●          | ●          | ●          | ●      | ●      | ●      | ●      | ●      | ●      |
| 下行1班 上行1班   | 75号 70号                                                                     | ●      | ●      | ─          | ●      | ●      | ●        | ●          | ●          | ●          | ●          | ●          | ●      | ●      | ─      | ●      | ─      | ●      |
| 停車本数          | 下行                                                                          | 38     | 4      | 0          | 31     | 24     | 38       | 38         | 3          | 3          | 3          | 38         | 38     | 2      | 1      | 2      | 1      | 38     |
| 停車本数          | 上行                                                                          | 35     | 6      | 3          | 23     | 21     | 35       | 35         | 3          | 3          | 3          | 35         | 35     | 2      | 1      | 2      | 1      | 35     |

图例
- ●：停車
- ─・←・→：通过（箭头指示运行方向）

## 使用车辆
自 2003 年 10 月 1 日（平成 15 年）起，高松运转所（JR 四国）所属的 5000系电车（3 节车厢编组）和下关综合车辆所冈山电车支所（2022年9月30日之前为岡山電車区）所属的 223 系列车5000番台，2节车厢编组）开始投入使用（直至 2022 年 9 月 30 日（JR 西日本冈山列车段））。这是中国地区自国铁私有民营化后制造的第一批电车车辆。
基本上，列车以两种列车联结而成的五节车厢编组运行，但在清晨和傍晚，有些列车仅使用 5000 系（下行 69 号）或 223 系（下行 1 号、3 号、71 号、73 号和上行 2 号）运行。 8 号和 10 号上行列车采用七节车厢编组，其增加了两节 223 系车厢。
从 2007 年 6 月下旬（平成 19 年）起，有一段时间，作为拥挤的对策，从网干综合车辆所借用了 223系2000 番台车辆，并将 サハ223车厢 插入到 223系5000番台车辆编组的中间，以此组成三节车厢编组的列车。因此，清晨和深夜的班次变为了仅由 5000 系或 223 系的三节车厢编组担当的列车，不过白天时段则是 6 节车厢编组的车辆运行，部分高峰时段是由9 节车厢编组的车辆运行，在年末年初、重大连休和盂兰盆节等客流量大的时段，部分列车全天都使用 9 节车厢编组运行。
随后，在 2010 年 1 月 19 日至 23 日（2010 年）期间，223 系车辆恢复为两节车厢编组，借用的车厢返回网干综合车辆所。因此，自 1 月 24 日起，9 节车厢编组列车变为 7 节车厢编组列车，6 节车厢编组列车变为 5 节车厢编组列车，部分 3 节车厢编组列车变为 2 节车厢编组列车。
至于车厢及座位，5000系车辆运行时，高松一侧的第一节车厢为双层车厢，位于二层和车厢前侧平层的座位为绿车指定席，一楼和后侧平层的座位为普通车指定席。高松一侧的车厢端部被视为绿色车厢端部，站立的乘客需支付绿车费用。
请注意，所有 223 系车厢的座位都是自由席（无需指定预留）。

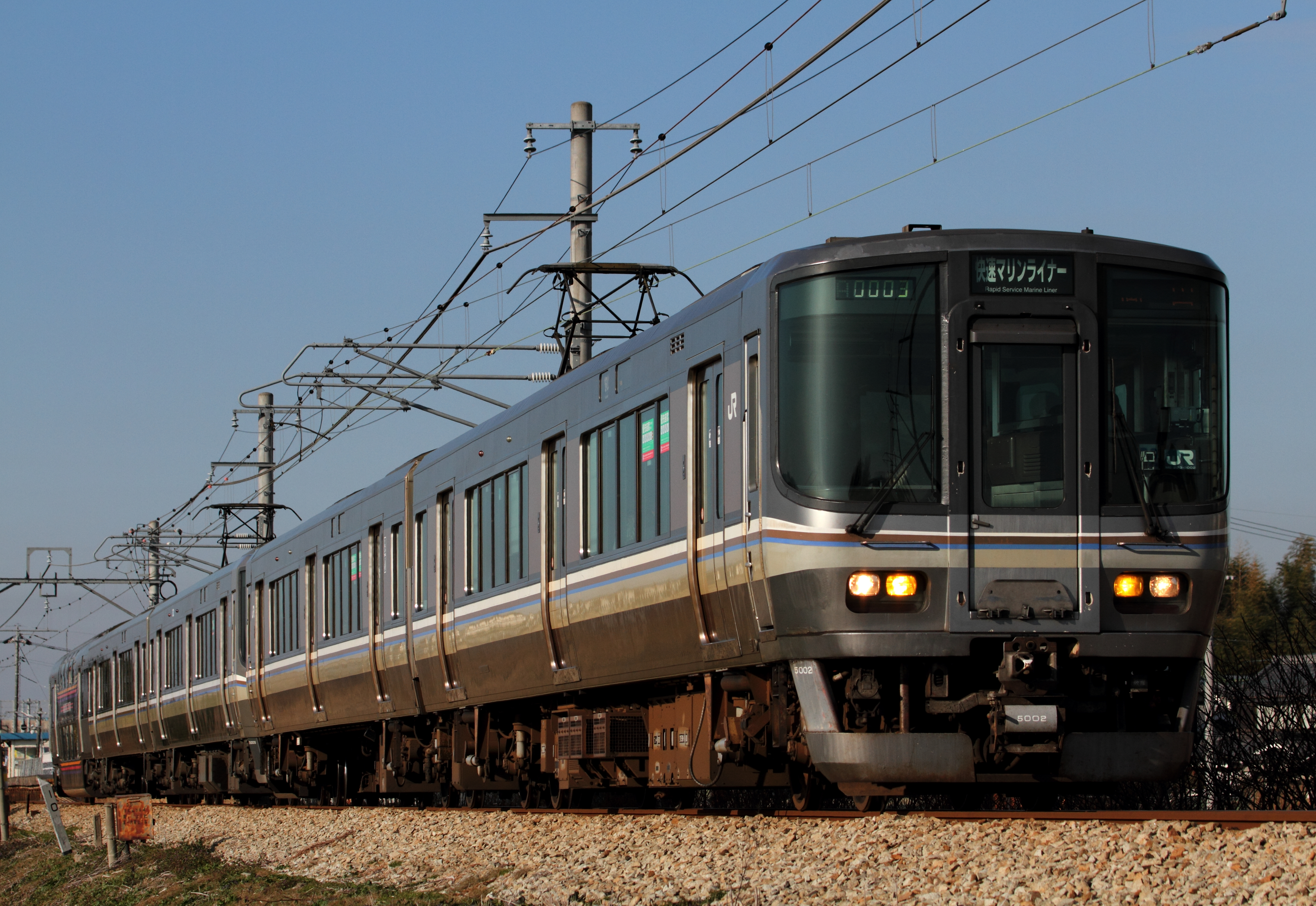
223系5000番台
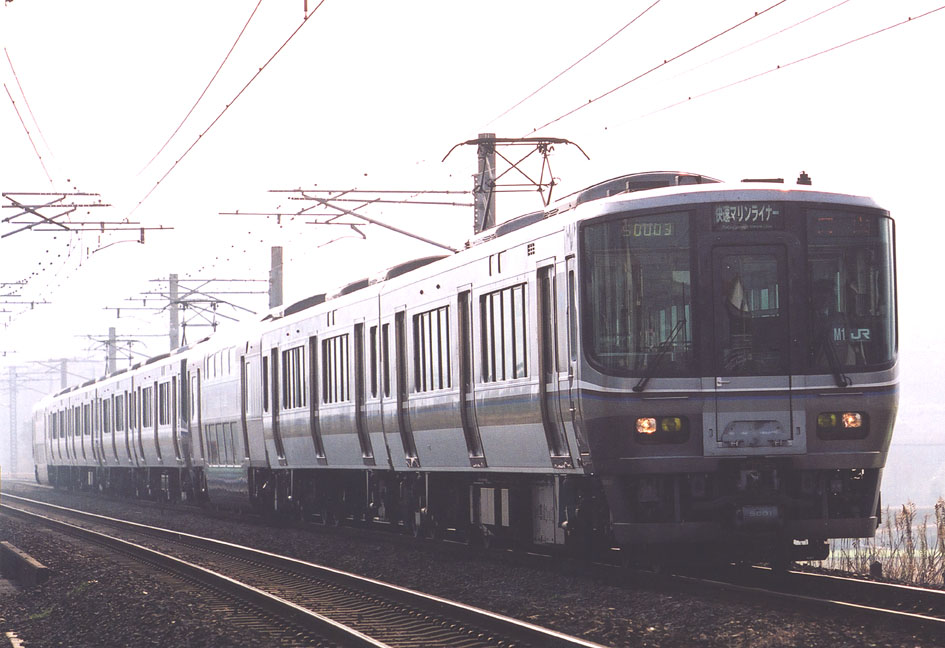
2003年的年末年初运行的8节车厢編成
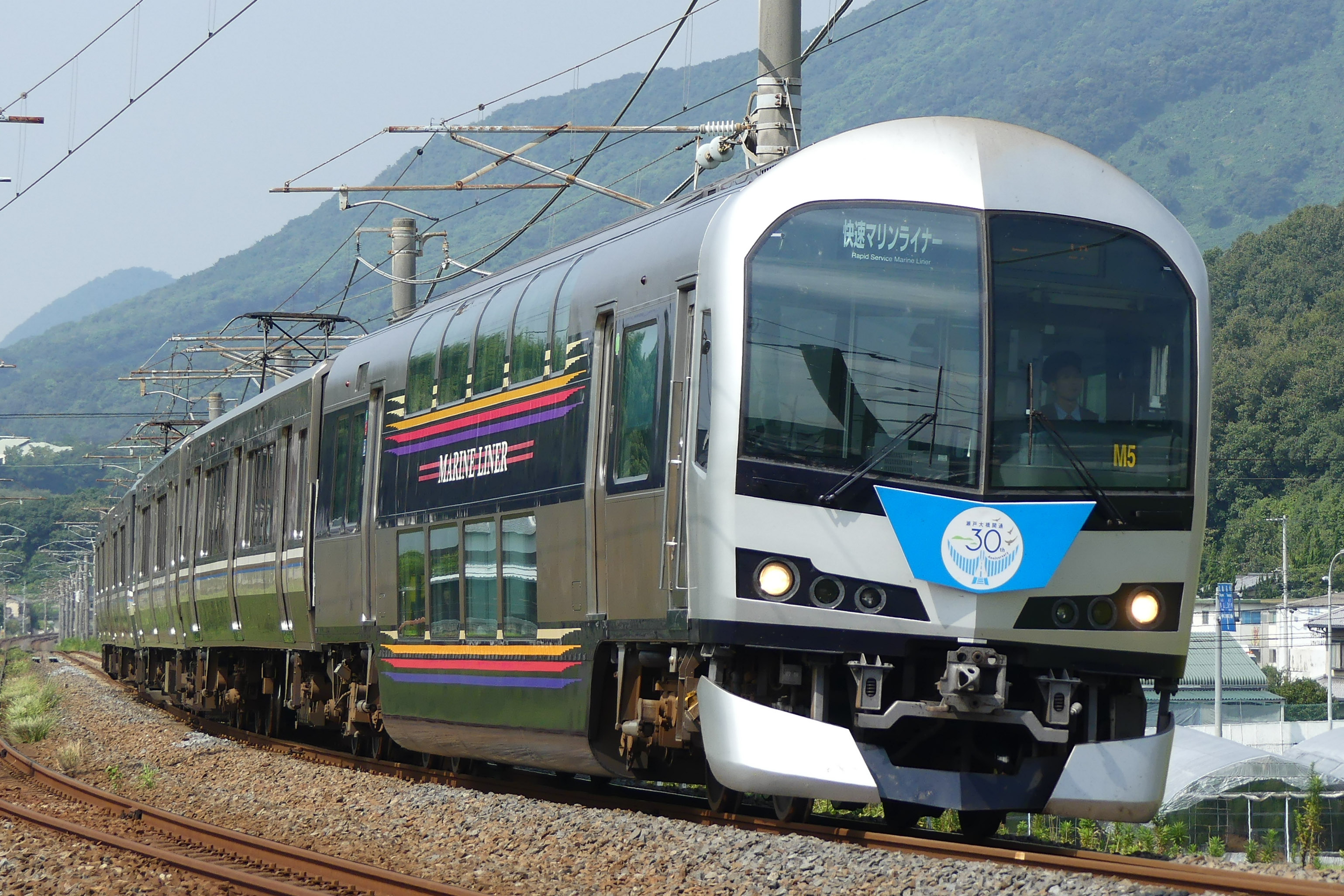
5000系 高松一侧为双层车厢

### 附注
1. ↑  该编组还在 2003 年 10 月（平成 15 年）至 2007 年 6 月（平成 19 年）期间投入使用。
2. ↑  指的是5000系车辆高松一侧的那个双层车厢中，靠车头展望（高松方向）一侧的平层
3. ↑  指的是5000系车辆高松一侧的那个双层车厢中，靠后（冈山）一侧的平层

## 外部連結
- JR西日本有關Marine Liner介紹 （页面存档备份，存于）（日語）
- JR四國有關Marine Liner介紹 （页面存档备份，存于）（日語）